# Tipicidade
A tipicidade está relacionada às condutas relevantes para o Direito Penal, que estão em conexão com algum dos tipos elencados em lei. O juízo de tipicidade reveste a conduta analisada em um quadro de ilicitude, sendo, de acordo com Mayer, uma das razões para se punir (um pressuposto da pena), em que há um indício de que a conduta, enquadrando-se à moldura do tipo, possa ser também, antijurídica. A elaboração dos tipos surge com a ascensão burguesa e com a consolidação do liberalismo, que, em conformidade com princípios iluministas de justificação racional do poder punitivo do Estado, criou um modelo baseado prioritariamente em leis bem definidas (princípio da legalidade), elaboradas em molduras de condutas que possuiriam relevância para o Direito Penal, constituindo, essas próprias molduras, os diferentes tipos. O estabelecimento de leis prévias à capacidade do Estado de punir derrubou o modelo monárquico em que os governantes puniam arbitrariamente, formando os pilares para a edificação do Estado de Direito.

## Perspectiva histórica
O delito foi, primeiramente, tomado em sua integralidade estrutural, em se comparando com a estrutura atual, em que se divide em três elementos, que são a tipicidade, a antijuridicidade e a culpabilidade – a expressão alemã Tatbestand corresponde a essa primeira referência quanto ao delito para a dogmática penal.
No início do século XIX, em 1906, a expressão passou a receber um refinamento por Ernst von Beling, ao desmembrar a tipicidade da antijuridicidade e culpabilidade, passando a constituir o primeiro degrau para a análise do ilícito – conduta contrária à expressa em lei. Sua primeira forma baseava-se em uma descrição puramente objetiva, em que o Beling inadmitia a possibilidade de sujeitar a tipicidade a juízos de valor, não permitindo que houvesse aspectos normativos ou subjetivos associados a ela.
Mayer, em seu Tratado de Direito Penal de 1915, passa a considerar, em contraposição à visão de Beling, a impossibilidade de o legislador, ao elaborar as leis, não se utilizar de juízos de valor para a composição dos tipos, sugerindo a existência de caracteres ou elementos que integrariam juízos normativos específicos aos tipos – juízos normativos são os criados convencionalmente pelos homens ao se reunir socialmente. Para Mayer, existiria uma função indiciária que colaboraria na conexão da tipicidade à antijuridicidade, em que as causas de justificação – descrição expressa em lei que retiraria a conduta da perspectiva ilícita – seriam as únicas responsáveis por retirar a antijuridicidade da conduta considerada típica. Edmund Mezger, de outro lado, considerou que essas causas integrariam, como numa conexão perfeita, a estrutura do tipo (o que não foi admitido pela moderna doutrina penal, embora tenha sido levada em conta a admissão de juízos de valor na construção dos tipos).
A construção doutrinária do tipo, no Direito Penal, seguiu, posteriormente, para seu refinamento mais recente com a contribuição de Welzel, na década de 1930, por meio de sua teoria da ação final, inserida na estrutura do finalismo - que admitia que a parte psicológica e íntima do sujeito, por meio de uma representação em sua mente do resultado final, seria a responsável por conduzir o indivíduo à execução da conduta ilícita -, que indicaria, ainda na estrutura do tipo, um elemento subjetivo dado pela vontade que dirige a ação ilícita, dando contornos ao conceito de dolo, para o Direito Penal.
Logo, dessa maneira, a tipicidade foi subdividida em duas categorias, a objetiva, responsável pela descrição da conduta penalmente relevante, e a subjetiva, responsável por definir a vontade do sujeito que o conduziu à produção de um resultado desfavorável para o mundo perceptível. A tipicidade subjetiva, desse modo, pode ser norteada por duas perspectivas possíveis: o indivíduo realmente tinha em mente o resultado que foi produzido, conduzindo-o a agir de modo ilegal, o que constitui o dolo, como é o caso dos homicídios em que, realmente, se verifica a vontade de matar a pessoa que foi afetada pelo resultado, ou, contrariamente ao que imaginava ao executar sua ação, obteve um resultado indesejado, porém, sendo responsável, esse resultado, por produzir efeitos negativos para a vida humana, como é o caso do atropelamento incidental de um pedestre.
O tipo exerce, para o Direito Penal, um modo de impedir a arbitrariedade de poder por parte dos governantes, à medida que, para ser considerada como delituosa, a conduta deve ter sido, previamente, descrita em um dos possíveis tipos, em plena conformação ao princípio da legalidade, que prega que só há crime se existir lei que o tipifique, dando contornos de garantia. Age, portanto, como limitadora do direito de punir do Estado, além de individualizar condutas específicas, dando contornos específicos às leis. Para que a conduta possa ser enquadrada como crime é necessário que além de típica, ou seja, descrita em lei, ela deve ser, ao mesmo tempo, antijurídica, ou seja, contrária ao ordenamento jurídico, e culpável para o Direito.
Constituem estruturas do tipo os seus três diferentes aspectos: o aspecto objetivo-descritivo, que consiste em descrever a conduta proibida pelo Direito, o aspecto normativo, sendo os elementos que foram incorporados ao texto da lei que exigem adoção de juízos de valor, e, por fim, o aspecto subjetivo, que, dentro da estrutura do finalismo de Welzel, analisaria a perspectiva psicológica que foi responsável pela condução do indivíduo à produção de um resultado desfavorável para o mundo exterior, que, também, contrariaria as leis que estão em vigor, subdividindo-se, essa tipicidade subjetiva, em dolo e culpa.

## Diferenciação entre tipo e tipicidade
Como apontado anteriormente, a partir das teorias desenvolvidas por Beling e o relativo abandono do tatbestand, houve a consequente fragmentação dos elementos constitutivos do crime, o que possibilitou, por meio da definição legal de crimes, uma objetiva descrição de cada infração.
Tipo, segundo Cezar Roberto Bitencourt, “como conjunto dos elementos do injusto característicos de uma determinada classe de delito, compreende a descrição dos elementos que identificam a conduta proibida pela norma”. Nesse sentido, pode-se afirmar que o tipo, para o Direito Penal, expressa as espécies de condutas proibidas, isto é, a ideia de tipo, no Código Penal, visa delimitar as condutas reprováveis pelo ordenamento jurídico, as quais, se praticadas, resultarão na imposição de determinada pena. Todavia, deve-se ressaltar, tipo não possui o mesmo significado de crime, pois, para qualificar um fato como crime, faz-se necessária, ainda, a análise dos outros degraus da teoria do delito, quais sejam, a antijuridicidade e a culpabilidade.
Os penalistas Eugenio Raúl Zaffaroni e José Henrique Pierangeli, em seu Manual de Direito Penal Brasileiro, expressam seu pensamento, segundo o qual “o tipo é logicamente necessário, porque sem o tipo nos poríamos a averiguar a antijuridicidade e a culpabilidade de uma conduta que, na maioria dos casos, resultaria sem relevância penal alguma”. Nesse sentido, é perceptível a importância de se estabelecer tais fórmulas penais, com o intuito de se obter um ponto inicial, que seja de relevância para o Direito Penal, a partir do qual analisar-se-á os demais degraus valorativos necessários para adjetivar, ou não, determinada conduta como crime. Uma conduta será considerada típica quando subsumir-se a um modelo da lei penal.
Tipicidade, segundo Damásio de Jesus, “é a correspondência entre o fato praticado pelo agente e a descrição de cada espécie de infração contida na lei penal incriminadora”. A partir dessa conceituação, percebe-se a diferença entre tipo e tipicidade, isto é, enquanto o tipo refere-se à fórmula pertencente à lei, a tipicidade pertence à própria conduta. Em outras palavras, tipicidade expressa a adequação do fato praticado com um determinado tipo penal.
Para a realização do processo de subsunção, a tipicidade é comprovada comparando-se a conduta realizada pelo agente com a individualização típica, para ver se se adequa a ela ou não.
Essa adequação típica pode ocorrer de duas formas diferentes, sendo a primeira a adequação típica imediata, quando não há necessidade de concorrência de nenhuma outra norma, pois o fato praticado se adequa imediatamente ao tipo abstrato da lei penal, e, a segunda, a adequação típica mediata, na qual é necessário a concorrência de outra norma, quase sempre presente na Parte Geral do Código Penal, visto que, em determinados casos, o fato praticado pelo agente não se adequa perfeitamente a nenhuma espécie de crime da parte especial do referido código. Exemplo de tal são os casos nos quais reconhece-se a tentativa, pois o crime não se consuma. O código penal disciplina a tentativa – norma de caráter extensivo – em seu artigo 14, II, o qual considera o crime: “tentado, quando, iniciada a execução, não se consuma por circunstâncias alheias à vontade do agente”.
Quando se analisa o conceito de tipo e o modo como se aplica no Código Penal, percebe-se o interesse do legislador em proteger determinados bens, isso porque as condutas consideradas típicas, somente o são pelo fato de violarem direito alheio. A partir da tipificação dos delitos, tais direitos passam a ser considerados como bens jurídicos penalmente tutelados.
Zaffaroni e Pierangeli estabelecem que o bem jurídico concebe, à lei penal, um verdadeiro sentido teleológico, ou seja, o bem jurídico penalmente tutelado estabelece o fim para o qual se dirige a tipificação de condutas delituosas; sem o bem jurídico não há um “para quê?” do tipo penal.

## Tipicidade objetiva
O tipo objetivo, de acordo com Cezar Roberto Bitencourt, “descreve todos os elementos objetivos que identificam e limitam o teor da proibição penal: o sujeito ativo, a conduta proibida, o objeto da conduta, as formas e meios da ação, o resultado, a relação de causalidade, as circunstâncias do fato etc. Isso quer dizer que o tipo objetivo constitui o referente fático sobre o qual se projeta a vontade reitora da ação, elemento do tipo subjetivo.”. Tipicidade, enquanto conceito do Direito Penal, pode ser determinada como decorrente do 
princípio da reserva legal, “nullum crimen nulla poena sine praevia lege” ("não há crime, nem pena, sem lei anterior"). Segundo Damásio de Jesus “tipicidade é a correspondência entre o fato praticado pelo agente e a descrição de cada espécie de infração contida na lei penal incriminadora”. Tipicidade objetiva é, portanto, referência fática, no sentido de que aquilo que se encontra previsto no tipo objetivo deverá estar objetivado no mundo exterior, aquilo do tipo que tem de se encontrar no mundo exterior. Sua expressão em código ou lei, pode ser chamada de tipo penal.

### Autor da ação
É o sujeito ativo que realiza uma conduta punível descrita no Código Penal ou omite uma ação esperada. A tipicidade, via de regra, não caracteriza autor, ou limita-o. Em outras palavras, qualquer pessoa é passível de cometer algum crime. Um exemplo disso é o que prevê o art. 129 do código penal: "ofender a integridade corporal ou a saúde de outrem". O tipo penal para lesão corporal não limita, como pode-se perceber, pessoa ativa na ação. Pois todos são passíveis de lesionar alguém. Há entretanto, alguns tipos penais nos quais o autor recebe uma individualização especial, podendo essa ser uma "condição jurídica (acionista),(...) parentesco (ascendente). Referindo ao crime funcional, sustentava Welzel 'neste caso não é a ação como tal, mas sua execução por um autor de determinada condição funcional, o que configura a base material para a valoração da antijuridicidade. 

### Ação ou omissão
O núcleo de todo crime é a ação. E o objetivo do tipo penal é o detalhamento de uma conduta, podendo ser realizada mediante ação ou omissão. Os tipos penais descrevem crimes formais e crimes matareis (ou crimes de resultado). Como nem sempre a tipificação é precisa e concisa, o legislador se voltará para outros elementos que complementarão a descrição da ação típica. Estes elementos são chamados elementos normativos e subjetivos e devem ser analisados na parte especial, em cada figura delituosa.
Quanto a omissão, no Código Penal brasileiro, em seu artigo 13, caput: “O resultado, de que depende a existência do crime, somente é imputável a quem lhe deu causa. Considera-se causa a ação ou omissão sem a qual o resultado não teria ocorrido”. Ou seja, omissão é, pelo princípio da "sine qua non" ("condição sem a qual") parte do nexo causal que contribui para o resultado da conduta, quando se adequa ao quadro específico. Assim como a ação.

### Resultado
A diferenciação entre ação e resultado é importantíssima para o Direito Penal. Nos crimes materiais (os de resultado) a ação sempre modifica algo, produzindo um resultado diferente deste. Assim, se se considera resultado como a transformação no mundo exterior admite-se crimes sem resultado. Mas se se concebe resultado como um evento (no sentido jurídico), conta-nos Bitencourt, é "forçoso concluir que não há crime sem resultado". Desta forma, observa-se que em ambas as hipóteses considera-se crime sem resultado.  
No Código Penal brasileiro, não é diferente. Em seu artigo 14, define o entendimento de crimes consumados e, no parágrafo II, considera-se crimes tentados quando " iniciada a execução, não se consuma por circunstâncias alheias à vontade do agente."

### Nexo Causal
Este é observado para verificar se nos crimes de resultado, existe relação entre a ação e o resultado produzido. Isto quer dizer: se esta ação diretamente está relacionada com o resultado, ou ainda, se o permitiu. No âmbito da tipicidade objetiva isso quer dizer imputar o resultado ao autor da ação. Mas, diz Bittencourt, quando cita Wessels: “deve-se ter presente advertência de Wessels, para quem ‘nos delitos de resultado a existência do nexo causal é o mais importante, mas não o único pressuposto da imputação”. Isto é, nem toda causação é relevante para a imputação penal. Assim sendo, é imprescindível verificar se a corrente causal é jurídico penalmente relevante, que se adeque ao tipo penal. Caso contrário, poderia-se argumentar causalmente ad infinitum. Tornando ações antes insignificantes juridicamente relevantes. O que poderia levar a imputação penal de pessoas que não o seriam caso contrário. 

## Tipicidade Subjetiva
O tipo subjetivo, de acordo com o Cezar Roberto Bitencourt, “abrange todos os aspectos subjetivos do tipo de conduta proibida que, concretamente, produzem o tipo objetivo. O tipo subjetivo é constituído de um elemento geral — dolo —, que, por vezes, é acompanhado de elementos especiais — intenções e tendências —, que são elementos acidentais, conhecidos como elementos subjetivos especiais do injusto ou do tipo penal. Somente conhecendo e identificando a intenção — vontade e consciência — do agente poder-se-á classificar um comportamento como típico, especialmente quando a figura típica exige, também, um especial fim de agir, que constitui o conhecido elemento subjetivo especial do tipo, que, para a corrente tradicional, denominava-se dolo específico (terminologia completamente superada).”.

### Definição de dolo
O dolo é uma conduta delitiva de maneira voluntária e consciente. Ou seja, um indivíduo age de maneira dolosa a partir do momento em que sabe o que está fazendo e tem ciência das consequências desencadeadas de sua ação. O artigo 18, inciso I, define o crime doloso: “doloso, quando o agente quis o resultado ou assumiu o risco de produzi-lo”.

### Definição de culpa
A culpa pode ser definida como a voluntária omissão de diligência em presumir as consequências possíveis e previsíveis do próprio fato. Ele pode ser dito como previsível quando o indivíduo, nas circunstâncias em que se encontrava, poderia ter assimilado as possíveis consequências de sua ação. O artigo 18, inciso II, define o crime culposo: “culposo, quando o agente deu causa ao resultado por imprudência, negligência ou imperícia”.
Imprudência, negligência e imperícia, para Cezar Roberto Bitencourt, são:
- Imprudência: "É a prática de uma conduta arriscada ou perigosa e tem caráter comissivo. Conduta imprudente é aquela que se caracteriza pela intempestividade, precipitação, insensatez ou imoderação do agente." .[11]. Um exemplo de conduta imprudente é um motorista que atravessa um sinal vermelho, mesmo sabendo da infração, e, por conseguinte, provoca um acidente.

- Negligência: "É a displicência no agir, a falta de precaução, a indiferença do agente, que, podendo adotar as cautelas necessárias, não o faz."[12]. Uma conduta negligente seria um motorista de van escolar que, ao perceber que os freios do veículo não estão em perfeito estado, prossegue normalmente com o transporte das crianças e, como consequência, causa um acidente.

- Imperícia: "É a falta de capacidade, de aptidão, despreparo ou insuficiência de conhecimentos técnicos para o exercício de arte, profissão ou ofício."[13]. Uma situação que se enquadra na imperícia é quando um médico clínico geral executa uma neurocirurgia sem ter os conhecimentos necessários.